# Furusato saisei: Nippon no mukashibanashi
Furusato saisei: Nippon no mukashibanashi (ふるさと再生 日本の昔ばなし? lett. "Rinascita dell'antico villaggio: Favole giapponesi"), anche nota internazionalmente come Folktales from Japan è una serie televisiva anime, iniziata il 1º aprile 2012 e conclusasi il 25 marzo 2018 su TV Tokyo. La serie racconta in ogni episodio varie storie legate al folclore ed alla mitologia giapponese. Voci narranti di ogni episodio saranno quelle degli attori Akira Emoto e Yoneko Matsukane.

## Episodi

### Prima stagione
| Nº  | Giapponese 「Kanji」 - Rōmaji | In onda           | In onda |
| Nº  | Giapponese 「Kanji」 - Rōmaji | Giapponese        |         |
| 1   | 「花さか爺さん」 - Hanasaka Jīsan「夢を買った男」 - Yume Wo Katta Otoko「ねずみ経」 - Nezumi Kyō                                                                                             | 1º aprile 2012    |         |
| 2   | 「一寸法師」 - Issunbōshi「おむすびころりん」 - Omusubi Kororin「牛の嫁入り」 - Ushi no Yomeiri                                                                                              | 8 aprile 2012     |         |
| 3   | 「こぶとり爺さん」 - Kobutori Jīsan「八つ化け頭巾」 - Yatsubake Zukin「ほれ薬」 - Hore Gusuri                                                                                                | 15 aprile 2012    |         |
| 4   | 「力太郎」 - Chikaratarō「うぐいすの里」 - Uguisu no Sato「平林」 - Hirabayashi | 22 aprile 2012    |         |
| 5   | 「浦島太郎」 - Urashimatarō「猿地蔵」 - Saru Jizō「宝くらべ」 - Takara Kurabe | 29 aprile 2012    |         |
| 6   | 「金太郎」 - Kintarō「いかとするめ」 - Ika to Surume「三人泣き」 - Sannin Naki | 6 maggio 2012     |         |
| 7   | 「魚女房」 - Uo Nyōbō「たにし長者」 - Tanishi Chōja「ほら吹き娘」 - Horafuki Musume | 13 maggio 2012    |         |
| 8   | 「大工と鬼六」 - Daiku to Oniroku「熊と狐」 - Kuma to Kitsune「和尚と小僧の川渡り」 - Oshō to Kozō no Kawawatari                                                                             | 20 maggio 2012    |         |
| 9   | 「しっぺい太郎」 - Shippeitarō「天にのぼった息子」 - Ten ni Nobotta Musuko「無精くらべ」 - Busyō Kurabe                                                                                      | 27 maggio 2012    |         |
| 10  | 「三年寝太郎」 - Sannen Netarō「最後の嘘」 - Saigo no Uso「うれし、めでたや、ありがたや」 - Ureshi Medetaya Arigataya                                                                        | 3 giugno 2012     |         |
| 11  | 「食わず女房」 - Kuwazu Nyōbō「鼻たれ小僧」 - Hanatare Kozō「和尚と小僧のかみがない」 - Oshō to Kozō no Kami ga Nai                                                                          | 10 giugno 2012    |         |
| 12  | 「ふるやのもり」 - Furuya no Mori「旅人馬」 - Tabibito Uma「闇夜にカラス」 - Yamiyo ni Karasu                                                                                                | 17 giugno 2012    |         |
| 13  | 「ぶんぶく茶釜」 - Bunbuku Chagama「髪そり狐」 - Kamisori Kitsune「そそうの相九郎」 - Sosō no Sōkurō                                                                                         | 24 giugno 2012    |         |
| 14  | 「織姫と彦星」 - Orihime to Hikoboshi「オンバの皮」 - Onba no Kawa「いもころがし」 - Imo Korogashi                                                                                           | 1º luglio 2012    |         |
| 15  | 「火男」 - Hi-otoko「ねずみのすもう」 - Nezumi no Sumō「和尚と小僧のぷーぷーぱたぱた」 - Oshō to Kozō no Pūpūpatapata                                                                        | 8 luglio 2012     |         |
| 16  | 「わらしべ長者」 - Warashibe Chōja「厠の神様」 - Kawaya no Kami-sama「仁王とどっこい」 - Ni-Ō to Dokkoi                                                                                      | 15 luglio 2012    |         |
| 17  | 「天の羽衣」 - Ama no Hagoromo「鷲のさらい子」 - Washi no Sarai Ko「こんにゃく問答」 - Konnyaku Mondō                                                                                        | 22 luglio 2012    |         |
| 18  | 「絵姿女房」 - E-sugata Nyōbō「おいとけ堀」 - Oitoke Bori「金をひろったら」 - Kane wo Hirottara                                                                                              | 29 luglio 2012    |         |
| 19  | 「うばすて山」 - Ubasute Yama「水の神の文使い」 - Mizu no Kami no Fumi Zukai「運のよいにわか侍」 - Un no Yoi Niwaka Zamurai                                                                  | 5 agosto 2012     |         |
| 20  | 「かぐや姫」 - Kaguya Hime「鬼の妹」 - Oni no Imōto「まんじゅうこわい」 - Manjū Kowai | 12 agosto 2012    |         |
| 21  | 「海幸彦と山幸彦」 - Umisachihiko to Yamasachihiko「河童が出てきた日」 - Kappa ga Detekita Hi「閻魔さまの失敗」 - Enma-sama no Shippai                                                       | 19 agosto 2012    |         |
| 22  | 「三つの斧」 - Mittsu no Ono「猿の婿どの」 - Saru no Mukodono「天狗と盗人」 - Tengu to Nusutto                                                                                               | 26 agosto 2012    |         |
| 23  | 「屁ひり嫁」 - He-hiri Yome「猫と茶釜の蓋」 - Neko to Chagama no Futa「ちゃくりかきふ」 - Chakurikakifu                                                                                      | 2 settembre 2012  |         |
| 24  | 「ねずみの婿取り」 - Nezumi no Mukodono「小石の手紙」 - Koishi no Tegami「だんまりくらべ」 - Danmari Kurabe                                                                                  | 9 settembre 2012  |         |
| 25  | 「きき耳ずきん」 - Kikimimi Zukin「犬と猫の宝物」 - Inu to Neko no Takaramono「幽霊の歌よみ」 - Yūrei no Utayomi                                                                             | 16 settembre 2012 |         |
| 26  | 「たのきゅう」 - Tanokyū「てえてえ小法師」 - Tētē Kobōshi「にせ地蔵」 - Nise Jizō | 23 settembre 2012 |         |
| 27  | 「【傑作選】織姫と彦星」 - [Kessakusen] Orihime to Hikoboshi「【傑作選】うぐいすの里」 - [Kessakusen] Uguisu no Sato「【傑作選】猿地蔵」 - [Kessakusen] Saru Jizō                            | 30 settembre 2012 |         |
| 28  | 「天狗の隠れみの」 - Tengu no Kakuremino「鬼婆さんが仲人」 - Onibasan ga nakōdo「閻魔さまはハチゴロどん」 - Enma-sama wa Hachigoro-don                                                       | 7 ottobre 2012    |         |
| 29  | 「馬方山姥」 - Umakata Yamanba「えびのお伊勢参り」 - Ebi no oisemairi「なんの病」 - Nan no yamai                                                                                             | 14 ottobre 2012   |         |
| 30  | 「猫女房」 - Neko Nyōbō「ごんぞう虫」 - Gonzō Mushi「鼻高扇」 - Hanataka Ōgi | 21 ottobre 2012   |         |
| 31  | 「山梨とり」 - Yama nashi tori「一軒家の婆さん」 - Ikken yan no bāsan「ムカデの医者むかえ」 - Mukade no ishamukae                                                                            | 28 ottobre 2012   |         |
| 32  | 「炭焼き長者」 - Sumiyaki chōja「金のなる木」 - Kane no naru ki「お坊さんの手めぐい」 - Obōsan no temegui                                                                                    | 4 novembre 2012   |         |
| 33  | 「たわらの藤太」 - Tawara no Tōda「狐のお産」 - Kitsune no O-san「取っつく引っつく」 - Tottsuku Hittsuku                                                                                     | 11 novembre 2012  |         |
| 34  | 「三人の兄弟」 - Sannin no Kyōdai「狼の眉毛」 - Ōkami no Mayuge「どっこいしょ」 - Dokkoisho                                                                                                  | 18 novembre 2012  |         |
| 35  | 「宝ひょうたん」 - Takara Hyōtan「因幡の白兎」 - Inaba no Shiro-usagi「嫁の坊主頭」 - Yome no Bōzu-atama                                                                                     | 25 novembre 2012  |         |
| 36  | 「鶴の恩返し」 - Tsuru no Ongaeshi「大江山の鬼退治」 - Ōeyama no Oni-taiji「若返りの水」 - Wakagaeri no Mizu                                                                                 | 2 dicembre 2012   |         |
| 37  | 「三枚のお札」 - Sanmai no O-fuda「小僧と猫の絵」 - Kozō to Neko no E「貧乏神」 - Binbōgami                                                                                                  | 9 dicembre 2012   |         |
| 38  | 「町のねずみと田舎のねずみ」 - Machi no Nezumi to Inaka no Nezumi「おしらさま」 - Oshira-sama「うさぎとカメ」 - Usagi to Kame                                                                | 16 dicembre 2012  |         |
| 39  | 「笠地蔵」 - Kasa Jizō「塩ふき臼」 - Shio-fuki Usu「大年の客」 - Ōtoshi no Kyaku | 23 dicembre 2012  |         |
| 40  | 「桃太郎」 - Momotarō「はちかつぎ姫」 - Hachikatsugi-hime「十二支のはなし」 - Jūnishi no Hanashi                                                                                             | 1º gennaio 2013   |         |
| 41  | 「いくさはやめた」 - Ikusa wa Yameta「大蛇と狩人」 - Daija to Karibito「尻尾の釣り」 - Shippo no Tsuri                                                                                       | 3 gennaio 2013    |         |
| 42  | 「蛇息子」 - Hebi Musuko「カッパとわらぞうり」 - Kappa to Warazōri「そら豆とわらと炭」 - Soramame to Wara to Sumi                                                                            | 20 gennaio 2013   |         |
| 43  | 「風の神と子供たち」 - Kaze no kami to kodomo-tachi「漆の兄弟」 - Urushi no kyōdai「天の邪鬼とわらし」 - Amanojaku to warashi                                                                | 27 gennaio 2013   |         |
| 44  | 「天福地福」 - Tenpuku chifuku「菜飯八兵衛」 - Nameshi Hachibē「茗荷女房」 - Myōga nyōbō | 3 febbraio 2013   |         |
| 45  | 「味噌買い橋」 - Miso kai-bashi「猫檀家」 - Neko danka「鳥呑み爺さん」 - Tori-nomi jīsan | 10 febbraio 2013  |         |
| 46  | 「あとかくしの雪」 - Atokakushi no yuki「三つの謎かけ」 - Mittsu no nazokake「こおった声」 - Kōtta koe                                                                                       | 17 febbraio 2013  |         |
| 47  | 「尻鳴りべら」 - Shiri nari bera「涙を流した鬼の面」 - Namida wo nagashita oni no men「星の火」 - Hoshi no hi                                                                                | 24 febbraio 2013  |         |
| 48  | 「七羽の白鳥」 - Nanawa no hakuchō「謎の恋歌」 - Nazo no koiuta「「お」は難しいです」 - 'O' wa muzukashī desu                                                                                | 3 marzo 2013      |         |
| 49  | 「闇を裂く雄叫び」 - Yami wo sake otakebi「タコほねなし」 - Tako hone nashi「元犬」 - Moto inu                                                                                               | 10 marzo 2013     |         |
| 50  | 「一足千里のわらじ」 - Hito ashi senri no waraji「山伏と白い狼」 - Yamabushi to shiroi ōkami「月日のたつのは早い」 - Tsukihi no tatsu no wa hayai                                            | 17 marzo 2013     |         |
| 51  | 「ヤマタノオロチ」 - Yamata no Orochi「サトリ女と桶屋」 - Satori onna to okeya「匂いのお返し」 - Nioi no okaeshi                                                                             | 17 marzo 2013     |         |
| 52  | 「【傑作選】炭焼き長者」 - [Kessakusen] Sumiyaki chōja「【傑作選】鬼婆さんが仲人」 - [Kessakusen] Onibaba-san ga nakoudo「【傑作選】なんの病」 - [Kessakusen] Nan no yamai                   | 31 marzo 2013     |         |
| 53  | 「母の宝玉」 - Haha no takaradama「おむすびころりん」 - Omusubi kororin「金の鳥居」 - Kane no torī                                                                                           | 7 aprile 2013     |         |
| 54  | 「こうもり」 - Kōmori「こぶとり爺さん」 - Kobutori jīsan「弁当が働く」 - Bentō ga hataraku                                                                                                   | 14 aprile 2013    |         |
| 55  | 「ヘビと狐の恩返し」 - Hebi to kitsune no ongaeshi「花さか爺さん」 - Hanasaka jīsan「キジとカラス」 - Kiji to karosu                                                                         | 21 aprile 2013    |         |
| 56  | 「涙がこぼれる」 - Namida ga koboeru「力太郎」 - Chikaratarō「ひばりと若水」 - Hibari to wakamizu                                                                                            | 28 aprile 2013    |         |
| 57  | 「母と娘の鬼退治」 - Haha to musume no oni-taiji「金太郎」 - Kintarō「屁かぶり娘」 - He kaburi musume                                                                                        | 5 maggio 2013     |         |
| 58  | 「大根の武者」 - Daikon no musha「ふるやのもり」 - Furuya no mori「金の馬糞」 - Kin no bafun                                                                                                 | 12 maggio 2013    |         |
| 59  | 「月ノ輪の消えるとき」 - Tsukinowa no kieru toki「ねずみ経」 - Nezumi kyō「げんこつのほうび」 - Genkotsu no hōbi                                                                             | 19 maggio 2013    |         |
| 60  | 「人魚のごちそう」 - Ninhyo no gochisō「熊と狐」 - Kuma to kitsune「人のはじまり」 - Hito no hajimari                                                                                        | 26 maggio 2013    |         |
| 61  | 「赤い糸」 - Akai ito「牛の嫁入り」 - Ushi no yomeiri「鏡のむこう」 - Kagami no mukō | 2 giugno 2013     |         |
| 62  | 「鯉女房」 - Koi nyōbō「鼻たれ小僧」 - Hanatare kozō「豆の大木」 - Mame no taiboku | 9 giugno 2013     |         |
| 63  | 「猿の恩返し」 - Saru no ongaeshi「一寸法師」 - Issun-bōshi「ひょうたん息子」 - Hyōtan musuko                                                                                                | 16 giugno 2013    |         |
| 64  | 「おじょう狐」 - Ojiyō kitsune「平林」 - Hirabayashi「荒武者と牛車」 - Aramusha to gyūsha | 23 giugno 2013    |         |
| 65  | 「だんぶり長者」 - Danburi chōja「魚女房」 - Uo nyōbō「一休さんのとんち話」 - Ikkyū-san no tonchi hanashi                                                                                    | 30 giugno 2013    |         |
| 66  | 「猿正宗」 - Saru Masamune「月日のたつのは早い」 - Tsukihi no tatsu no wa hayai「きこりと山姥」 - Kikori to yamanba                                                                          | 7 luglio 2013     |         |
| 67  | 「百合若大臣」 - Yuriwaka daijin「火男」 - Hyottoko「和尚と小僧の餅は毒」 - Oshō uto kozō no mochi wa doku                                                                                   | 14 luglio 2013    |         |
| 68  | 「ものいう魚」 - Monoiu sakana「浦島太郎」 - Urashimatarō「鬼の手形」 - Oni no tegata | 21 luglio 2013    |         |
| 69  | 「足折れ燕」 - Ashi ore tsubame「おいてけ堀」 - Oitekebori「九頭竜伝説」 - Kuzuryū densetsu                                                                                                  | 28 luglio 2013    |         |
| 70  | 「夢の孝心」 - Yume no kōshin「ねずみのすもう」 - Nezumi no sumō「瓜を盗まれた話」 - Uri wo nusumareta hanashi                                                                               | 4 agosto 2013     |         |
| 71  | 「鉢の木」 - Hachi no ki「かぐや姫」 - Kaguya-hime「お行さまと狐」 - Ogyōsama to kitsune | 11 agosto 2013    |         |
| 72  | 「耳なし芳一」 - Miminashi Hōichi「仁王とどっこい」 - Niō to Dokkoi「ムジナの災難」 - Mujina no sainan                                                                                       | 18 agosto 2013    |         |
| 73  | 「ふとんの話」 - Futon no hanashi「ちゃくりかきふ」 - Chakurikakifu「踊る骸骨」 - Odoru gaikotsu                                                                                             | 25 agosto 2013    |         |
| 74  | 「ダンダラボッチと大わらじ」 - Dandarabotchi to ōwaraji「絵姿女房」 - E-sugata nyōbō「袋のキツネ」 - Fukuro no kitsune                                                                       | 1º settembre 2013 |         |
| 75  | 「人形使い」 - Ningyō tsukai「厠の神様」 - Kawaya no kami-sama「鯨となまこ」 - Kujira to namako                                                                                              | 8 settembre 2013  |         |
| 76  | 「もの言わぬお菊」 - Mono iwanu Okiku「うばすて山」 - Ubasuteyama「相撲取りの妹」 - Sumō-tori no imōto                                                                                       | 15 settembre 2013 |         |
| 77  | 「さるかに」 - Saru kani「わらしべ長者」 - Warashibe chōja「頭が池」 - Atama ga ike | 22 settembre 2013 |         |
| 78  | 「人魚のごちそう」 - [Kamihanki Kessakusen] Ninhyo no gochisō「母と娘の鬼退治」 - [Kamihanki Kessakusen] Haha to musume no oni-taiji「キジとカラス」 - [Kamihanki Kessakusen] Kiji to karosu | 29 settembre 2013 |         |
| 79  | 「小さな栃の実」 - Chisana tochi no mi「河童が出てきた日」 - Kappa ga detekita hi「おりゅう柳」 - Oryūyanagi                                                                                 | 6 ottobre 2013    |         |
| 80  | 「白銀堂」 - Hakugindō「小石の手紙」 - Koishi no tegami「名刀木千把丸」 - Meitō kisenbamaru                                                                                                  | 13 ottobre 2013   |         |
| 81  | 「舌切り雀」 - Shita-kiri Suzume「馬方山姥」 - Umakata yamanba「猫の踊り場」 - Neko no odoriba                                                                                               | 20 ottobre 2013   |         |
| 82  | 「耳地蔵」 - Mimi jizō「ムカデの医者むかえ」 - Mukade no ishamukae「弁天の沼」 - Benten no numa                                                                                              | 27 ottobre 2013   |         |
| 83  | 「かげろうの里」 - Kagerō no sato「因幡の白兎」 - Inaba no shiro-usagi「占いくらべ」 - Uranai kurabe                                                                                         | 3 novembre 2013   |         |
| 84  | 「三つの面」 - Mittsu no men「天狗の隠れみの」 - Tengu no kakuremino「空とぶ戸板」 - Sora tobu toita                                                                                         | 10 novembre 2013  |         |
| 85  | 「ばあちゃんと大ダコ」 - Baachan to ōtako「どっこいしょ」 - Dokkoisho「愛鷹山の天狗」 - Ashitakayama no tengu                                                                                | 17 novembre 2013  |         |
| 86  | 「謎の刀鍛冶」 - Nazo no katanakaji「狐のお産」 - Kitsune no O-san「千亀女」 - Senkamejo | 24 novembre 2013  |         |
| 87  | 「かちかち山」 - Kachikachiyama「三枚のお札」 - Sanmai no O-fuda「カッパと手洗鉢」 - Kappa to tearaibonchi                                                                                   | 1º dicembre 2013  |         |
| 88  | 「幽霊井戸」 - Yūrei ido「夢を買った男」 - Yume wo katta otoko「芋掘り藤五郎」 - Imohori Tōgorō                                                                                              | 8 dicembre 2013   |         |
| 89  | 「身がわり稲荷」 - Migawari Inari「鶴の恩返し」 - Tsuru no Ongaeshi「綿帽子の妖怪」 - Wataboushi no yōkai                                                                                    | 15 dicembre 2013  |         |
| 90  | 「丈六地蔵」 - Jouroku jizō「貧乏神」 - Binbōgami「鉢の鯉」 - Hachi no koi | 22 dicembre 2013  |         |
| 91  | 「大みそかの金馬」 - Ōmisoka no kane uma「笠地蔵」 - Kasa jizō「おドテさま」 - Odote-sama | 29 dicembre 2013  |         |
| 92  | 「紅花船」 - Benibana-bune「十二支のはなし」 - Jūnishi no hanashi「おくられた塩」 - Okurareta shio                                                                                           | 5 gennaio 2014    |         |
| 93  | 「鹿スプリングス」 - Shika supuringusu「尾釣り」 - O-zuri「八郎太郎」 - Hachirōtarō | 11 gennaio 2014   |         |
| 94  | 「ニシンと老婆」 - Nishin to rōba「風の神と子ども」 - Kaze no kami to kodomo「クモの決意」 - Kumo no ketsui                                                                                  | 18 gennaio 2014   |         |
| 95  | 「スネーク湖」 - Sunēku mizūmi「太い声」 - Futoi koe「司祭、子供、およびソラマメ豆の木」 - Shisai, kodomo, oyobi soramame mame no ki                                                         | 25 gennaio 2014   |         |
| 96  | 「相撲稲荷」 - Sumou Inari「ソラマメ豆、ストロー、およびチャコール」 - Soramame mame, sutorō, oyobi chakōru「東の人と西洋の男」 - Azuma no hito to seiyō no otoko                            | 2 febbraio 2014   |         |
| 97  | 「悪臭のつる」 - Akushū no tsuru「しっぺい太郎」 - Shippeitarō「半裸の舞踊」 - Hanra no buyō                                                                                                 | 9 febbraio 2014   |         |
| 98  | 「ささやく酢」 - Sasayaku su「鳥を飲み込んだオールドマン」 - Tori wo nomikonda ōrudoman「天狗とスカイの旅」 - Tengu to sukai no tabi                                                         | 16 febbraio 2014  |         |
| 99  | 「雪女」 - Yukion'na「おしら-様」 - Oshira-sama「600歳の女性」 - 600-sai no jōsei | 23 febbraio 2014  |         |
| 100 | 「牛の愛のパス」 - Ushi no ai no pasu「桃太郎」 - Momotarō「清兵衛そば食べる人」 - Seibē soba taberu hito                                                                                    | 2 marzo 2014      |         |
| 101 | 「ロックになった悪魔」 - Rokku ni natta akuma「タコは骨を持っていません」 - Tako wa hone wo motte imasen「竜宮の深淵」 - Ryūgū no shin'en                                                    | 9 marzo 2014      |         |
| 102 | 「雷太と悪魔」 - Raita to akuma「「お」は難しいです」 - 'O' wa muzukashī desu「バーント像」 - Bānto-zō                                                                                       | 16 marzo 2014     |         |
| 103 | 「権八とツバキ」 - Gonpachi to Tsubaki「千リーグのサンダル」 - Sen rīgu no sandaru「母と子の丘」 - Haha to ko no oka                                                                         | 23 marzo 2014     |         |
| 104 | 「耳の像」 - Mimi no jizō「カッパと手洗い盆地」 - Kappa to tearaibonchi「リトルチェスナット」 - Ritoru chesunatto                                                                            | 30 marzo 2014     |         |
| 105 | 「富士山の山おばあさん幸福」 - Fujisan no yama obaasan kōfuku「Sadarokuと史郎」 - Sadaroku to Shirō「座敷-わらし」 - Zashiki-Warashi                                                         | 6 aprile 2014     |         |
| 106 | 「脂肪をレンダリング」 - Shibō wo rendaringu「スター妻」 - Sutā tsuma「リッチ樫木」 - Ritchi Kashiki                                                                                         | 13 aprile 2014    |         |
| 107 | 「火の鳥」 - Hi no tori「木仏金仏」 - Kibutsu kanabutsu「芝浜」 - Shibahama | 20 aprile 2014    |         |
| 108 | 「お坊さんとカメ」 - Obōsan to kame「キジムナー」 - Kijimunā「けちの弔い」 - Kechi no tomurai                                                                                                | 27 aprile 2014    |         |
| 109 | 「おくり星」 - Okuri boshi「川の主との約束」 - Kawa no omo to no yakusoku「鴨とり権兵衛」 - Kamo tori Gonbē                                                                                  | 4 maggio 2014     |         |
| 110 | 「蛸八長者」 - Takohachi chōja「長者とわらび」 - Chōja to warabi「嫁の才覚」 - Yome no saikaku                                                                                               | 11 maggio 2014    |         |
| 111 | 「順ぐり食い」 - Junguri gui「神となった老婆」 - Kami to natta rōba「やよいの船」 - Yayoi no fune                                                                                            | 18 maggio 2014    |         |
| 112 | 「政吉と地蔵さん」 - Masakichi to jizō-san「蜂と山賊」 - Hachi to sanzoku「死神」 - Shinigami                                                                                                | 25 maggio 2014    |         |
| 113 | 「お天道さまと金の綱」 - Otento-sama to kin no tsuna「小僧と三十一文字（みそひともじ）」 - Kozō to misohitomoji「牛若丸」 - Ushiwakamaru                                                     | 1º giugno 2014    |         |
| 114 | 「鱒の恩返し」 - Masu no ongaeshi「異人の牛骨」 - Ijin no ushibone「六人の猛者」 - Roku-ri no mosa                                                                                           | 8 giugno 2014     |         |
| 115 | 「お伊勢参りの松」 - O-Isemairi no matsu「座頭さんの木」 - Zatō-san no ki「力持ちの奉公人」 - Chikaramochi no hōkōnin                                                                        | 15 giugno 2014    |         |
| 116 | 「いたちとねずみ」 - Itachi no nezumi「小太郎と竜」 - Kotarō to ryū「雷さんと娘」 - Kaminari-san to musume                                                                                   | 29 giugno 2014    |         |
| 117 | 「宝の沼」 - Takara no numa「辰子姫」 - Tatsuko-hime「黒姫と竜」 - Kuro-hime to ryū | 6 luglio 2014     |         |
| 118 | 「おんぶされたお坊さん」 - Onbusareta obōsan「地獄を知った男」 - Jigoku wo shitta otoko「幽霊のひしゃく」 - Yūrei no hishaku                                                                 | 13 luglio 2014    |         |
| 119 | 「おぼろ月夜の嫁さん」 - Oborozukiyo no yome-san「一モッコ山」 - Hitomokkoyama「とびくら」 - Tobi kura                                                                                       | 20 luglio 2014    |         |
| 120 | 「一休さんの虎退治」 - Ikkyū-san no tori-taiji「山の神と子供」 - Yamanokami to kodomo「鶴見塚」 - Tsurumizuka                                                                                | 27 luglio 2014    |         |
| 121 | 「もぐらと太陽」 - Mogura to taiyō「狐の恩返し」 - Kitsune no ongaeshi「茶のみ」 - Cha nomi                                                                                                  | 3 agosto 2014     |         |
| 122 | 「龍神婆さま」 - Ryūjin baba-sama「ない袖はふれない」 - Nai sode wa furenai「しょうじょう寺の狸ばやし」 - Shōjō-ji no tanukibayashi                                                          | 10 agosto 2014    |         |
| 123 | 「火除け仏」 - Hi yoke boteke「柳のたたり」 - Yanagi to tatari「鮭を食わぬ家」 - Sake wo kuwanu ie                                                                                           | 17 agosto 2014    |         |
| 124 | 「亡者が狙った魂」 - Mōja ga neratta tamashī「たこ薬師」 - Tako Yakushi「乳母柳」 - Uba yanagi                                                                                               | 24 agosto 2014    |         |
| 125 | 「豆っこと地蔵さま」 - Mamekko to jizō-sama「葦（あし）の泉」 - Ashi no izumi「白鳥の関」 - Hakuchō no seki                                                                                  | 31 agosto 2014    |         |
| 126 | 「朝六橋」 - Asamutsubashi「怪力の女房」 - Kairiki no nyōbō「お花見ゆうれい」 - O-hanami yūrei                                                                                               | 7 settembre 2014  |         |
| 127 | 「恋する地蔵さま」 - Koisuru jizō-sama | 14 settembre 2014 |         |
| 128 | 「ねこの茶碗」 - Neko no chawan「ものぐさ太郎」 - Monogusatarō「猿とひかがえる」 - Saru to hikagaeru                                                                                         | 21 settembre 2014 |         |
| 129 | 「縁結びの観音さま」 - Enmusubi no Kannon-sama「開かずの箱」 - Akazu no hako「ろうそく騒動」 - Rōsoku sōdō                                                                                   | 28 settembre 2014 |         |
| 130 | 「花さか爺さん」 - Hanasaka jīsan「千両みかん」 - Senryō mikan「極楽泥棒」 - Gokuraku dorobō                                                                                                 | 5 ottobre 2014    |         |
| 131 | 「鶴の恩返し」 - Tsuru no Ongaeshi「イノシシの塔」 - Inoshishi no tō「雷と石びつ」 - Kaminari to ishibitsu                                                                                   | 12 ottobre 2014   |         |
| 132 | 「ろくろ首」 - Rokurokubi「力太郎」 - Chikaratarō「キジムナーと海の神」 - Kijimunā to umi no kami                                                                                            | 19 ottobre 2014   |         |
| 133 | 「のっぺらぼう」 - Nopperabō「かぐや姫」 - Kaguya-hime「崇徳院」 - Sutokuin | 26 ottobre 2014   |         |
| 134 | 「そばと餅」 - Soba to Mochi「蟹問答」 - Kani mondō「こぶとり爺さん」 - Kobutori jīsan | 2 novembre 2014   |         |
| 135 | 「金太郎」 - Kintarō「根子岳の猫」 - Nekodake no neko「月夜に駆ける牛」 - Tsukiyo ni kakeru ushi                                                                                             | 9 novembre 2014   |         |
| 136 | 「わらしべ長者」 - Warashibe chōja「弓矢の兄弟」 - Yumiya no kyōdai「巫女の舞」 - Miko no mai                                                                                                | 16 novembre 2014  |         |
| 137 | 「木こりと化け蟹」 - Kikori to bakegani「化け物使い」 - Bakemonozukai「おむすびころりん」 - Omusubi kororin                                                                                  | 23 novembre 2014  |         |
| 138 | 「たぬきの糸車」 - Tanuki no itoguruma「二つの月」 - Futatsu no tsuki「姥捨て山」 - Ubasuteyama                                                                                              | 30 novembre 2014  |         |
| 139 | 「ねずみがくれた幸」 - Nezumi ga kureta kō「浦島太郎」 - Urashimatarō「河鹿(かじか)の屏風」 - Kajika no byōbu                                                                                | 7 dicembre 2014   |         |
| 140 | 「一寸法師」 - Issun-bōshi「オオカミ石」 - Ōkami ishi「目黒のさんま」 - Meguro no sanma | 14 dicembre 2014  |         |
| 141 | 「大挽きの善六」 - Daihiki no Zenroku「天の羽衣」 - Ama no hagoromo「仙人みかん」 - Sen'nin mikan                                                                                            | 21 dicembre 2014  |         |
| 142 | 「相撲を取った貧乏神」 - Sumou wo totta binbōgami「ころぶころぶ」 - Korobu korobu「笠地蔵」 - Kasa jizō                                                                                      | 28 dicembre 2014  |         |
| 143 | 「分福茶釜」 - Bunbuku chagama「あんばらやみの馬」 - Anbarayami no uma「天の岩戸」 - Amano-iwato                                                                                             | 4 gennaio 2015    |         |
| 144 | 「竜宮の若姫」 - Ryūgū no wakahime「塩ふき臼」 - Shio-fuki usu「抜け雀」 - Nuke suzume | 11 gennaio 2015   |         |
| 145 | 「二つの徳」 - Futatsu no toku「鵜戸さん参り」 - Udo-san mairi「猿地蔵」 - Saru jizō | 18 gennaio 2015   |         |
| 146 | 「桃太郎」 - Momotarō「山鳥の矢」 - Yamadori no ya「そば屋の婿になった雷」 - Soba-ya no muko ni natta kaminari                                                                               | 25 gennaio 2015   |         |
| 147 | 「お福と鬼」 - Ofuku to oni「鬼の年取り」 - Oni no toshitori「上人さまと狸」 - Shōnin-sama to tanuki                                                                                         | 1º febbraio 2015  |         |
| 148 | 「金色の卵」 - Kin'iro no tamago「亀になった男」 - Kame ni natta otoko「三年寝太郎」 - Sannen Netarō                                                                                         | 8 febbraio 2015   |         |
| 149 | 「あぶの恩返し」 - Abu no ongaeshi「雷さまとお医者さま」 - Kaminari-sama to oisha-sama「絵姿女房」 - E-sugata nyōbō                                                                          | 15 febbraio 2015  |         |
| 150 | 「水の種」 - Mizu no tane「福ねずみ」 - Fuku nezumi「なんにもせん人」 - Nan'nimo senhito | 22 febbraio 2015  |         |
| 151 | 「分銅狐」 - Fundō kitsune「この世で一番えらい者」 - Kono yode ichiban erai mono「雛の夜ばやし」 - Hina no yobayashi                                                                         | 1º marzo 2015     |         |
| 152 | 「山姥と旅芸人」 - Yamanba to tabigeinin「せんとくの金」 - Sentoku no kin「おこぜの恋」 - Okoze no koi                                                                                       | 8 marzo 2015      |         |
| 153 | 「泥棒の損」 - Dorobō no son「馬と犬と猫と鶏の旅」 - Uma to inu to neko to niwatori no tabi「話十両」 - Hanashi jūryō                                                                        | 15 marzo 2015     |         |
| 154 | 「馬とカアランベ」 - Uma to kaaranbe「白狐の恩返し」 - Byakko no ongaeshi「さらさらやさら」 - Sarasarayasara                                                                                 | 22 marzo 2015     |         |
| 155 | 「桃太郎」 - Momotarō「金太郎」 - Kintarō「浦島太郎」 - Urashimatarō | 29 marzo 2015     |         |
| 156 | 「さるかに」 - Saru kani「欲張り喜八」 - Yokubari kihachi「蜘蛛の綾織」 - Kumo no ayaori | 5 aprile 2015     |         |
| 157 | 「まんじゅうこわい」 - Manjū kowai「雨だれの化物」 - Amadare no bakemono「大工と鬼六」 - Daiku to Oniroku                                                                                    | 12 aprile 2015    |         |
| 158 | 「かちかち山」 - Kachikachiyama「足長手長」 - Ashinagatenaga「山伏石」 - Yama bushi ishi | 19 aprile 2015    |         |
| 159 | 「灰かぶり灰太郎」 - Haikaburi Haitarō「天狗の酒」 - Tengu no sake「笛吹き兼吉」 - Fuefuki Kanekichi                                                                                         | 26 aprile 2015    |         |
| 160 | 「バッタリ沢のキツネ」 - Battari sawa no kitsune「祝いの相撲」 - Iwai no sumō「だんまりくらべ」 - Danmari kurabe                                                                             | 3 maggio 2015     |         |
| 161 | 「鼻とりの地蔵さん」 - Hanatori no jizō-san「たのきゅう」 - Tanokyū「鯨橋」 - Kujira-bashi                                                                                                   | 10 maggio 2015    |         |
| 162 | 「転失気(てんしき)」 - Tenshiki「鼻たれ小僧」 - Hanatare kozō「マヨイガ」 - Mayoiga | 17 maggio 2015    |         |
| 163 | 「鯉になった和尚さん」 - Koi no natta oshō-san「お釜の歌」 - Okama no uta「茶つぼ」 - Cha-tsubo                                                                                              | 24 maggio 2015    |         |
| 164 | 「聴き耳頭巾」 - Kikimimizukin「爺さんおるかい」 - Jīsan orukai「人参と牛蒡と大根」 - Ninjin to gobō to daikon                                                                               | 31 maggio 2015    |         |
| 165 | 「つのなしさざえ」 - Tsunonashi sazae「柳の葉の魚」 - Yanagi no ha no sakana「村に来た大僧正さま」 - Mura ni kita daisōjō-sama                                                               | 7 giugno 2015     |         |
| 166 | 「味噌豆は三里戻っても食え」 - Misomame wa sanri modotte mo kue「厚狭の寝太郎」 - Asa no Netarō「かけ椀太郎」 - Kakewan Tarō                                                                 | 14 giugno 2015    |         |
| 167 | 「馬よりも速い男」 - Uma yori mo hayai otoko「怪力鬼太夫」 - Kairiki oni Tayū「かっぱとひょうたん」 - Kappa to hyōtan                                                                        | 21 giugno 2015    |         |
| 168 | 「さだめを背負った二人の若者」 - Sadame wo shotta futari no wakamono「おさん狐と与三郎狸」 - Osan-gitsune to Yosaburō-tanuki「地底の国」 - Chitei no kuni                                    | 28 giugno 2015    |         |
| 169 | 「あわてものの話」 - Awate-mono no hanashi「雲辺寺の猫」 - Unpenji no neko「山おり長者」 - Yama-Ori chōja                                                                                    | 5 luglio 2015     |         |
| 170 | 「猫の芝居」 - Neko no shibai「半兵衛大明神」 - Hanbē daimyōjin「ヒョウタン観音」 - Hyōtan Kannon                                                                                            | 12 luglio 2015    |         |
| 171 | 「まあだまだわからん」 - Māda mada wakaran「雷と桑の木」 - Kaminari to kuwa no ki「耳なし芳一」 - Miminashi hōichi                                                                           | 19 luglio 2015    |         |
| 172 | 「まわり地蔵」 - Mawari jizō「横向き地蔵」 - Yokomuki jizō「茶碗の中」 - Chawan no naka | 26 luglio 2015    |         |
| 173 | 「豆のつると天の館」 - Mame no tsuri to ten no yakata「お貞のはなし」 - Otei no hanashi「もや船」 - Moyabune                                                                                 | 2 agosto 2015     |         |
| 174 | 「黒部の浦島」 - Kurobe no urashima「野茶坊」 - Yachabō「おしどり」 - Oshidori | 9 agosto 2015     |         |
| 175 | 「沼に沈んだ妖刀」 - Numa ni shizunda yōtō「番町皿屋敷」 - Banchō saraya shiki「善助とムジナとカッパ」 - Zensuke to mujina to kappa                                                          | 16 agosto 2015    |         |
| 176 | 「大蛸の帽子」 - Ōtako no bōshi「葬られた秘密」 - Hōmurareta himitsu「一文字たぬき」 - Hitomoji tanuki                                                                                       | 23 agosto 2015    |         |
| 177 | 「カッパ小僧」 - Kappa kozō「和尚と小僧のくわん、くった」 - Oshō to kozō no kuwan, kutta「雀とキツツキ」 - Suzume to kitsutsuki                                                              | 30 agosto 2015    |         |
| 178 | 「はっけ八太郎」 - Hakke Hachitarō「お初観音」 - Ohatsu Kannon「赤池の化物」 - Akaike no bakemono                                                                                            | 6 settembre 2015  |         |
| 179 | 「果報は寝て待て」 - Kahōhane temate「屁こき婆」 - He koki baba「とんびの卵」 - Tonbi no tamago                                                                                              | 13 settembre 2015 |         |
| 180 | 「化物寺」 - Bakemono-dera「なすび婆」 - Nasubi baba「天狗のかくれ蓑（みの）」 - Tengu no kakuremino                                                                                         | 20 settembre 2015 |         |
| 181 | 「茶つぼ」 - Cha-tsubo「山おり長者」 - Yama-Ori chōja「転失気(てんしき)」 - Tenshiki | 27 settembre 2015 |         |
| 182 | 「桃太郎」 - Momotarō「蛙の親不幸」 - Kaeru no oya fukō「若返りの水」 - Wakagaeri no mizu | 4 ottobre 2015    |         |
| 183 | 「こぶとり爺さん」 - Kobutori jīsan「ぶんぶん杓にさせ」 - Bunbun shaku ni sase「小槌の柄」 - Kozuchi no gara                                                                                 | 11 ottobre 2015   |         |
| 184 | 「金太郎」 - Kintarō「雷のてがた」 - Kaminari no tegata「ウソつき名人」 - Usotsuki meijin | 18 ottobre 2015   |         |
| 185 | 「ぶんぶく茶釜」 - Bunbuku chagama「婿入りの難問」 - Mukoiri no nanmon「三人の商人」 - Sannin no shōnin                                                                                      | 25 ottobre 2015   |         |
| 186 | 「おむすびころりん」 - Omusubi kororin「鬼の湯」 - Oni no yu「頭が池」 - Atama ga ike | 1º novembre 2015  |         |
| 187 | 「浦島太郎」 - Urashimatarō「つるのおみやげ」 - Tsuru no omiyage「五助どんの商売」 - Gosuke-don no shōbai                                                                                    | 8 novembre 2015   |         |
| 188 | 「一寸法師」 - Issun-bōshi「風の神と子供たち」 - Kaze no kami to kodomo-tachi「すっとんころりのおとの様」 - Sutton korori no wo tonosama                                                     | 15 novembre 2015  |         |
| 189 | 「三枚のお札」 - Sanmai no O-fuda「さるやの石」 - Saruya no ishi「ねずみの婿取り」 - Nezumi no mukodono                                                                                      | 22 novembre 2015  |         |
| 190 | 「かぐや姫」 - Kaguya-hime「はちかつぎ姫」 - Hachikatsugi-hime「髪長姫」 - Kaminaga-hime | 29 novembre 2015  |         |
| 191 | 「さるかに」 - Saru kani「牛鬼」 - Ushi oni「北方と南方の村ざかい」 - Hoppō to nanpō no mura zakai                                                                                           | 6 dicembre 2015   |         |
| 192 | 「花さか爺さん」 - Hanasaka jīsan「海坊主」 - Umi bōzu「化けくらべ」 - Bake kurabe | 13 dicembre 2015  |         |
| 193 | 「鶴の恩返し」 - Tsuru no Ongaeshi「ちんちん小袴」 - Chinchin kobakama「化けものと山んば」 - Bakemono to yamanba                                                                             | 20 dicembre 2015  |         |
| 194 | 「笠地蔵」 - Kasa jizō「大年の火」 - Daitoshi no hi「雪女」 - Yukion'na | 27 dicembre 2015  |         |
| 195 | 「夢を買った男」 - Yume wo katta otoko「鷲山のむじな」 - Washiyama no mujina「病気をなおす石ぶみ様」 - Byōki wo naosu Ishibumi-sama                                                          | 3 gennaio 2016    |         |
| 196 | 「いもころがし」 - Imo korogashi「ガマガエルの油」 - Gama-gaeru no abura「荒坂長者」 - Arasaka chōja                                                                                         | 10 gennaio 2016   |         |
| 197 | 「ねずみ経」 - Nezumi kyō「権太夫池の大蛇」 - Gondayū-chi no orochi「嫁田のはなし」 - Yomeda no hanashi                                                                                      | 17 gennaio 2016   |         |
| 198 | 「火男」 - Hyottoko「上人原（しょうにんばる）」 - Shōninbaru「でえたらぼっち」 - Deetarabotchi                                                                                               | 24 gennaio 2016   |         |
| 199 | 「耳地蔵」 - Mimi jizō「手賀沼にもぐった牛」 - Tega-numa ni mogutta ushi「葦を刈る夫」 - Ashi wo karu otto                                                                                   | 31 gennaio 2016   |         |
| 200 | 「子育て幽霊」 - Kosodate yūrei「おまん桜」 - Oman sakura「おその狐と鍛冶屋」 - Osono-kitsune to kajiya                                                                                      | 7 febbraio 2016   |         |
| 201 | 「食わず女房」 - Kuwazu nyōbō「ああ はくしょん プー」 - Ā hakushon pū「丑の刻参り」 - Ushi no koku mairi                                                                                     | 14 febbraio 2016  |         |
| 202 | 「舌切り雀」 - Shita-kiri Suzume「すり鉢売りの夢」 - Suribachi uri no yume「キツネ女房」 - Kitsune nyōbō                                                                                     | 21 febbraio 2016  |         |
| 203 | 「ふるやのもり」 - Furuya no mori「天狗とじゃがいも」 - Tengu to jagaimo「勘右衛門とお姫様のかけごろ」 - Kan-emon to Ohime-sama no Kakegoro                                                  | 28 febbraio 2016  |         |
| 204 | 「うぐいすの里」 - Uguisu no sato「長者と河太郎」 - Chōja to Gatarō「別の娘に入った魂」 - Betsu no musume ni haitta tamashī                                                                  | 6 marzo 2016      |         |
| 205 | 「座敷わらし」 - Zashiki-Warashi「ぐうたら亭主とガミガミ女房」 - Gūtara teishu to gamigami nyōbō「桃と赤鬼」 - Momo to akaoni                                                                | 13 marzo 2016     |         |
| 206 | 「瓜子姫」 - Uriko-hime「元犬」 - Moto inu「大根のびっくりぎょうてん」 - Daikon no bikkuri gyōten                                                                                            | 20 marzo 2016     |         |
| 207 | 「ちんちん小袴」 - Chinchin kobakama「さるやの石」 - Saruya no ishi「鷲山のむじな」 - Washiyama no mujina                                                                                    | 27 marzo 2016     |         |
| 208 | 「桃太郎」 - Momotarō「そばがき和尚」 - Sobagaki oshō「鼻と朝粥」 - Hana to chōshuku | 3 aprile 2016     |         |
| 209 | 「たにし長者」 - Tanishi chōja「八百比丘尼」 - Yaobikuni「大蛇の子」 - Daija no ko | 10 aprile 2016    |         |
| 210 | 「八つ化け頭巾」 - Yatsubake zukin「いわしの頭も信心から」 - Iwashi no atama mo shinjin kara「鬼助と彦七」 - Onisuke to Hikoshichi                                                           | 17 aprile 2016    |         |
| 211 | 「しっぺい太郎」 - Shippeitarō「一夜で咲いた菜の花畑」 - Ichiya de saita nanohana hatake「仏さまのひたいの光」 - Hotoke-sama no hitai no hikari                                              | 24 aprile 2016    |         |
| 212 | 「牛の嫁入り」 - Ushi no yomeiri「芝浜」 - Shibahama「虎猫とお坊さん」 - Toraneko to obōsan                                                                                                  | 1º maggio 2016    |         |
| 213 | 「牛若丸」 - Ushiwakamaru「安達ヶ原の鬼婆」 - Adachigahara no onibaba「月日のたつのは早い」 - Tsukihi no tatsu no wa hayai                                                                   | 8 maggio 2016     |         |
| 214 | 「因幡の白兎」 - Inaba no shiro-usagi「奇しき色の大鹿」 - Kushiki iro no ōshika「サンゴスの玉」 - Sangosu no tama                                                                            | 15 maggio 2016    |         |
| 215 | 「たにしの姉妹」 - Tanishi no shimai「白蛇の娘」 - Shirohebi no musume「青天狗と赤天狗」 - Aotengu to akatengu                                                                               | 22 maggio 2016    |         |
| 216 | 「竜宮から来た猫」 - Ryūgū kara kita neko「さしさばとつるし柿」 - Sashisaba to tsurushigaki「おなら売り」 - Onara uri                                                                        | 29 maggio 2016    |         |
| 217 | 「猿の婿どの」 - Saru no mukodono「オト女の火」 - Otojō no hi「あぶら売りときつね」 - Aburauri to kitsune                                                                                    | 5 giugno 2016     |         |
| 218 | 「ものぐさ太郎」 - Monogusatarō「月夜の笛」 - Tsukiyo no fue「エビとカラス」 - Ebi to karasu                                                                                                 | 12 giugno 2016    |         |
| 219 | 「海幸彦と山幸彦」 - Umisachihiko to Yamasachihiko「愚か婿と蟹のふんどし」 - Oroka muko to kani no fundoshi「鬼越を通った鬼たち」 - Onigoe wo tōtta onitachi                                 | 19 giugno 2016    |         |
| 220 | 「仁王とどっこい」 - Niō to Dokkoi「牛熊様」 - Ushikuma-sama「夜叉が池」 - Yashagaike | 26 giugno 2016    |         |
| 221 | 「織姫と彦星」 - Orihime to Hikoboshi「お地蔵さまのおじひ」 - Ojizō-sama no ojihi「八橋」 - Yatsuhashi                                                                                       | 3 luglio 2016     |         |
| 222 | 「谷底の平茸」 - Tanizoko no hiratake「嫁さんのみやげ」 - Yomesan no miyage「牡丹の花とねずみ」 - Botan no hana to nezumi                                                                    | 10 luglio 2016    |         |
| 223 | 「大日山の天狗の話」 - Dainichiyama no tengu no hanashi「きつねの贈り物」 - Kitsune no okurimono「鷲のさらい子」 - Washi no sarai ko                                                         | 17 luglio 2016    |         |
| 224 | 「小僧と狐」 - Kozō to kitsune「観音さまの片もも肉」 - Kannon-sama no kata momoniku「ごんぞう虫」 - Gonzō mushi                                                                              | 24 luglio 2016    |         |
| 225 | 「おいてけ堀」 - Oitekebori「飛んだ男の飛んだ旅」 - Tonda otoko no tonda tabi「弟切草」 - Otogirisō                                                                                          | 31 luglio 2016    |         |
| 226 | 「四谷怪談」 - Yotsuya kaidan「墓穴の宿」 - Hakāna no yado「極楽泥棒」 - Gokuraku dorobō | 6 agosto 2016     |         |
| 227 | 「死んだ妻の悪霊」 - Shinda tsuma no akuryō「乳母ざくら」 - Ubazakura「へび侍」 - Hebizamurai                                                                                                | 13 agosto 2016    |         |
| 228 | 「嫉妬の箱」 - Shitto no hako「鏡と鐘」 - Kagami to kane「ねこの茶碗」 - Neko no chawan | 21 agosto 2016    |         |
| 229 | 「破られた約束」 - Yaburareta yakusoku「青柳のはなし」 - Aoyagi no hanashi「閻魔さまはハチゴロどん」 - Enma-sama wa hachigorō-don                                                            | 28 agosto 2016    |         |
| 230 | 「孫四郎淵」 - Magoshirōbuchi「ずいたん地蔵」 - Zuitan jizō「琴姫物語」 - Kotohime monogatari                                                                                                | 4 settembre 2016  |         |
| 231 | 「そそうの相九郎」 - Sosō no Sōkurō「首切り地蔵」 - Kubikiri jizō「源次と頭巾」 - Genji to zukin                                                                                             | 11 settembre 2016 |         |
| 232 | 「自分の葬式を見た男」 - Jibun no sōshiki wo mita otoko「幽霊街道」 - Yūreikaidō「吉作落とし」 - Kissaku otoshi                                                                              | 18 settembre 2016 |         |
| 233 | 「しっぺい太郎」 - Shippeitarō「安達ヶ原の鬼婆」 - Adachigahara no onibaba「オト女の火」 - Otojō no hi                                                                                       | 25 settembre 2016 |         |
| 234 | 「魚女房」 - Uo Nyōbō「おぶさりてぇ」 - Obusaritē「安国寺のきつね小僧」 - Ankokuji no kitsune kozō                                                                                           | 2 ottobre 2016    |         |
| 235 | 「目黒のさんま」 - Meguro no sanma「河童徳利」 - Kappa Dokkuri「舟を沈めた大鯉」 - Fune wo shizumeta ōgoi                                                                                    | 9 ottobre 2016    |         |
| 236 | 「茗荷女房」 - Myōga nyōbō「たぬきの糸車」 - Tanuki no itoguruma「狐のお産」 - Kitsune no O-san                                                                                              | 16 ottobre 2016   |         |
| 237 | 「ろくろ首」 - Rokurokubi「ねずみのすもう」 - Nezumi no sumō「おしら-様」 - Oshira-sama | 23 ottobre 2016   |         |
| 238 | 「天福地福」 - Tenpuku chifuku「塩買い大黒」 - Shiokai Daikoku「藤原村」 - Fujiwara-mura | 30 ottobre 2016   |         |
| 239 | 「蛸八長者」 - Takohachi chōja「文七元結」 - Bunshichi mottoi「おりゅう柳」 - Oryūyanagi | 6 novembre 2016   |         |
| 240 | 「ヤマタノオロチ」 - Yamata no Orochi「池月」 - Ikezuki「鬼と長芋」 - Oni to nagaimo | 13 novembre 2016  |         |
| 241 | 「三枚のお札」 - Sanmai no O-fuda「ビワクウナ」 - Biwakūna「あずけた宝」 - Azuketa takara | 20 novembre 2016  |         |
| 242 | 「おいせのかっぱ」 - O-Ise no Kappa「むかでの医者むかえ」 - Mukade no isha mukae「サルになった金もち」 - Saru ni natta kanemochi                                                             | 27 novembre 2016  |         |
| 243 | 「嘉六と鶴」 - Karoku to tsuru「不知火の松」 - Shiranui no matsu「天狗にさらわれた吾八」 - Tengu ni sarawareta Gohachi                                                                       | 4 dicembre 2016   |         |
| 244 | 「力太郎」 - Chikaratarō「村いちばんの孝行息子」 - Mura ichiban no kōkō musuko「ぼんぼんザメ」 - Bonbon zame                                                                                 | 11 dicembre 2016  |         |
| 245 | 「雪女」 - Yukion'na「てんぐにもらったげた」 - Tengu ni moratta geta「おにのうで」 - Oni no ude                                                                                              | 18 dicembre 2016  |         |
| 246 | 「たいしこ団子」 - Taishiko dango「おどり与平とよめなしギツネ」 - Odori Yohei to yomenashi-gitsune「かねっこおり女房」 - Kanekkōri nyōbō                                                     | 25 dicembre 2016  |         |
| 247 | 「鳳来寺の三びきのおに」 - Hōrai-ji no san-biki no oni「手形山」 - Tegatayama「嫁の剃髪（ていはつ）」 - Yome no teihatsu                                                                     | 8 gennaio 2017    |         |
| 248 | 「しいたれは ぬすっと」 - Shītare wa nusutto「かみなりのすきなへそ」 - Kaminari no sukina heso「乙女峠」 - Otometouge                                                                        | 15 gennaio 2017   |         |
| 249 | 「お坊さんの手ぬぐい」 - Obousan no tenugui「フキものがたり」 - Fuki monogatari「白ゴマ千そう黒ゴマ千そう」 - Shiro goma sen sou kuro goma sen sou                                           | 22 gennaio 2017   |         |
| 250 | 「さだ六としろ」 - Sadaroku to Shiro「竜の目をなおした男」 - Ryū no me wo naoshita otoko「おにのおまもり玉」 - Oni no omamori-dama                                                           | 29 gennaio 2017   |         |
| 251 | 「能登島のむじな」 - Notojima no mujina「福の神の福助さん」 - Fukunokami no Fukusuke-san「しろと小坊主」 - Shiro to kobōzu                                                                   | 5 febbraio 2017   |         |
| 252 | 「星の火」 - Hoshi no hi「芋の森」 - Imo no mori「あげは蝶の恩返し」 - Ageha-chō no ongaeshi                                                                                                 | 12 febbraio 2017  |         |
| 253 | 「ぼつぼつ効く薬」 - Botsubotsu kiku kusuri「化け物使い」 - Bakemonozukai「京の蛙、大坂の蛙」 - Kyō no kaeru, Ōsaka no kaeru                                                                 | 19 febbraio 2017  |         |
| 254 | 「しょうじょう寺の狸ばやし」 - Shōjō-ji no tanukibayashi「雛の夜ばやし」 - Hina no yobayashi「ネコになりかけた男」 - Neko ni nari kaketa otoko                                               | 26 febbraio 2017  |         |
| 255 | 「桃太郎」 - Momotarō「屁の番人」 - He no bannin「ツガニの恩返し」 - Tsugani no ongaeshi | 4 marzo 2017      |         |
| 256 | 「金太郎」 - Kintarō「うとう鳥のたたり」 - Utō-dori no tatari「やっとべえと天狗」 - Yattobē to tengu                                                                                         | 11 marzo 2017     |         |
| 257 | 「浦島太郎」 - Urashimatarō「一荷おしょう」 - Ikka oshō「身なげ石」 - Minage ishi | 18 marzo 2017     |         |
| 258 | 「一寸法師」 - Issun-bōshi「女川谷の大蛇」 - Onnagawadani no daija「雨ごい菩薩」 - Amagoi Bosatsu                                                                                            | 25 marzo 2017     |         |

### Seconda stagione
| Nº | Giapponese 「Kanji」 - Rōmaji                                                                                             | In onda           | In onda |
| Nº | Giapponese 「Kanji」 - Rōmaji                                                                                             | Giapponese        |         |
| 1  | 「石になった鮫浦太郎」 - Ishi ni natta Sameuratarō「幸吉・空を飛ぶ」 - Kōkichi – sora wo tobu                             | 2 aprile 2017     |         |
| 2  | 「竹の子童子」 - Take no kodōji「壱岐の島の鬼凧(おんだこ)」 - Ikinoshima no ondako                                        | 9 aprile 2017     |         |
| 3  | 「なまず神」 - Namazugami「伊能忠敬(いのうただたか)」 - Inō Tadataka                                                      | 16 aprile 2017    |         |
| 4  | 「かっぱ石」 - Kappa ishi「阿寒湖のマリモ」 - Akanko no marimo                                                            | 23 aprile 2017    |         |
| 5  | 「狩人と鬼」 - Kariudo to oni「浅草・三社祭」 - Asakusa - sanjamatsuri                                                    | 30 aprile 2017    |         |
| 6  | 「安寿と厨子王」 - Anju to Zushiō「とんちの吉四六さん」 - Tonchi no Kitchomu-san                                          | 7 maggio 2017     |         |
| 7  | 「おりん婆ととっくり岩」 - Orin baba to tokkuri iwa「マダラ鬼神と観音さま」 - Madara kishin to kannon-sama                | 14 maggio 2017    |         |
| 8  | 「あこやの松」 - Akoya no matsu「肥後のからしれんこん」 - Higo no karashi renkon                                          | 21 maggio 2017    |         |
| 9  | 「相撲をとった力石」 - Sumou wo totta Chikaraishi「奈良の大仏」 - Nara no daibutsu                                        | 28 maggio 2017    |         |
| 10 | 「金のしゃくし」 - Kin no shakushi「チャグチャグ馬コ」 - Chagu-Chagu mako                                                 | 4 giugno 2017     |         |
| 11 | 「オオカミ長者」 - Ōkami chōja「鍾馗(しょうき)さんと鬼瓦(おにがわら)」 - Shōki-san to onigawara                           | 11 giugno 2017    |         |
| 12 | 「道灌(どうかん)」 - Dōkan「円空上人」 - Enkū shōnin                                                                      | 18 giugno 2017    |         |
| 13 | 「幽霊にもらった力こぶ」 - Yūrei ni moratta chikarakobu「八丁先のうまい味噌」 - Hatchō-saki no umai miso                  | 25 giugno 2017    |         |
| 14 | 「麦わら大蛇」 - Mugiwara daija「なせばなる 上杉鷹山」 - Nasebanaru Uesugi Yōzan                                          | 2 luglio 2017     |         |
| 15 | 「とうふ地蔵」 - Tōfu jizō「平賀源内」 - Hiraga Gennai                                                                    | 9 luglio 2017     |         |
| 16 | 「ほうこさん」 - Hōko-san「侘茶と千利休」 - Wabicha to Sen'nōrikyū                                                        | 16 luglio 2017    |         |
| 17 | 「たぬき田」 - Tanuki da「文左衛門のみかん船」 - Bunzaemon no mikan-bune                                                  | 23 luglio 2017    |         |
| 18 | 「おへんどさんとおふろ」 - Ohendosan to ofuro「姫路城のもののけ退治」 - Himeji-jō no mononoke taiji                       | 30 luglio 2017    |         |
| 19 | 「鬼がくれた力」 - Oni ga kureta chikara「おけいのおけさ節」 - Okei no okesabushi                                         | 6 agosto 2017     |         |
| 20 | 「久米仙人の話」 - Kume sennin no hanashi「月と仏とおらが蕎麦」 - Tsuki to Hotoke to ora ga soba                          | 13 agosto 2017    |         |
| 21 | 「お仙が淵」 - Osengafuchi「富山の薬売り」 - Toyama no Kusuri-uri                                                         | 20 agosto 2017    |         |
| 22 | 「大黒さまと伝三郎長者」 - Daikoku-sama to Denzaburō chōja「たぬき和尚とけんちん汁」 - Tanuki oshō to kenchinjiru         | 27 agosto 2017    |         |
| 23 | 「ゆめつげ地蔵」 - Yume Tsuge jizō「岩槻の人形」 - Iwatsuki no ningyō                                                     | 3 settembre 2017  |         |
| 24 | 「忍者伊助とオオサンショウウオ」 - Ninja Isuke to ōsanshouuo「柿の輝き有田焼」 - Kaki no Kagayaki Aritayaki               | 10 settembre 2017 |         |
| 25 | 「米出し地蔵」 - Kome-dashi jizō「犬のお伊勢参り」 - Inu no o-Isemairi                                                    | 17 settembre 2017 |         |
| S1 | 「【傑作選】 オオカミ長者」 - [Kessakusen] Ōkami chōja「【傑作選】 幸吉・空を飛ぶ」 - [Kessakusen] Kōkichi – sora wo tobu | 24 settembre 2017 |         |
| 26 | 「ゴマまんじゅう」 - Goma manjū「道後温泉のはじまり」 - Dōgo onsen no hajimari                                            | 1º ottobre 2017   |         |
| 27 | 「どっこい真壁の平四郎」 - Dokkoi Makabe no Heishirō「富士山にたつ」 - Fuji-san ni tatsu                                  | 8 ottobre 2017    |         |
| 28 | 「びっきのよめさん」 - Bikki no yome-san「近江商人」 - Ōmi shōnin                                                         | 15 ottobre 2017   |         |
| 29 | 「宇佐の船ゆうれい」 - Usa no fune yūrei「阿波の狸合戦」 - Awa no tanuki gassen                                           | 22 ottobre 2017   |         |
| 30 | 「せとものまつりの雨」 - Setomono matsuri no ame「かかあ天下とお蚕さま」 - Kakādenka to Okaiko-sama                       | 29 ottobre 2017   |         |
| 31 | 「目ん玉のいれかえ」 - Mentama no irekae「白虎隊」 - Byakkotai                                                            | 5 novembre 2017   |         |
| 32 | 「和尚さんと古狸」 - Oshō-san to furudanuki「おたねの池」 - Otane no ike                                                  | 12 novembre 2017  |         |
| 33 | 「トンビになりたかった男」 - Tonbi ni naritakatta otoko「屋久島の山姫」 - Yakushima no yama-hime                          | 19 novembre 2017  |         |
| 34 | 「びんぼうなりたや」 - Binbō naritaya「うずみの幸」 - Uzumi no sachi                                                      | 26 novembre 2017  |         |
| 35 | 「大グマと弥次衛門」 - Ōguma to Yajiemon「日光東照宮と左甚五郎」 - Nikkō Tōshōgū to Hidari Jingorō                        | 3 dicembre 2017   |         |
| 36 | 「キュウリにのった神さま」 - Kyūri ni notta kamisama「ソロバンで加賀百万石」 - Soroban de kaga hyakumangoku               | 10 dicembre 2017  |         |
| 37 | 「屁ひり嫁」 - Hehiri yome「首里城の料理番」 - Shuri-jō no ryōri-ban                                                      | 17 dicembre 2017  |         |
| 38 | 「やまんばのもち」 - Yamanba no mochi「なまはげ」 - Namahage                                                              | 24 dicembre 2017  |         |
| 39 | 「隠形の男」 - Ongyō no otoko「四万十川のカワウソ」 - Shimantogawa no kawauso                                             | 28 dicembre 2017  |         |
| 40 | 「米つぶ三つぶ黄金三つぶ」 - Kometsubu mitsubu, ōgon mitsubu「清水の次郎長」 - Shimizu no Jirochō                         | 7 gennaio 2018    |         |
| 41 | 「わら束と武芸者」 - Warataba to bugeisha「鯖街道の背負い人」 - Saba kaidō no shoi hito                                   | 14 gennaio 2018   |         |
| 42 | 「やまんば堂」 - Yamanba-dō「菅原道真と飛梅伝説」 - Sugawara Michizane to tobiume densetsu                                | 21 gennaio 2018   |         |
| 43 | 「紙ぶくろの風」 - Kanbukuro no kaze「七夕さんの贈りもの」 - Tanabata-san no okurimono                                    | 28 gennaio 2018   |         |
| 44 | 「山伏ダヌキ」 - Yamabushi danuki「錦帯橋の人形石」 - Kintaikyō no ningyōishi                                             | 4 febbraio 2018   |         |
| 45 | 「弥五郎どんと男たち」 - Yagorō-don to otokotachi「津軽の虫おくり」 - Tsugaru no mushi-okuri                              | 11 febbraio 2018  |         |
| 46 | 「石堂丸」 - Ishidōmaru「松江城とコノシロ」 - Matsue-jō to Konoshiro                                                      | 18 febbraio 2018  |         |
| 47 | 「絵からぬけでた子馬」 - E kara nukedeta kouma「冷や汁婆ちゃん」 - Hiyajiru bāchan                                        | 4 marzo 2018      |         |
| 48 | 「地獄におちた坊さん」 - Jigoku ni ochita bōsan「食いしん坊な水戸光圀」 - Kuishinbō na Mito Mitsukuni                     | 11 marzo 2018     |         |
| 49 | 「十六日桜」 - Jūroku-nichi zakura「猿橋」 - Saruhashi                                                                    | 18 marzo 2018     |         |
| 50 | 「北のお山の権現さま」 - Kita no oyama no Gongen-sama「安珍と清姫」 - Anchin to Kiyohime                                  | 25 marzo 2018     |         |